# Devon, Alberta
Devon är en ort i Kanada.   Den ligger i provinsen Alberta, i den centrala delen av landet, 2 900 km väster om huvudstaden Ottawa. Devon ligger 695 meter över havet och antalet invånare är 5 225.
Terrängen runt Devon är platt. Närmaste större samhälle är Leduc, 16,5 km sydost om Devon.
Trakten runt Devon består till största delen av jordbruksmark. Runt Devon är det mycket glesbefolkat, med 5 invånare per kvadratkilometer.